# 俄勒岡 (伊利諾伊州)
俄勒岡（英語：Oregon）是一個位於美國伊利諾伊州奧格爾縣的城市。根據2010年美國人口普查，該地人口為3721人，而該地的面積約為5.26平方千米。同時該地也是奧格爾縣的縣治。

## 地理
俄勒岡的座標為42°00′53″N 89°19′17″W / 42.01472°N 89.32139°W，而該地的平均海拔高度為216米（即709英尺）。